# Bầu cử tổng thống Hoa Kỳ 1960
Cuộc bầu cử Tổng thống Hoa Kỳ năm 1960 diễn ra vào thứ ba, ngày 8 tháng 11 năm 1960, là cuộc bầu cử Tổng thống thứ 44 liên tục bốn năm một lần trong lịch sử Hoa Kỳ. Theo như quy định trong Tu chính án thứ 22 của Hiến pháp, đương kim tổng thống Dwight D. Eisenhower, người đã giữ chức vụ này trong hai nhiệm kỳ, sẽ không được ứng cử lần thứ ba. Thượng nghị sĩ John F. Kennedy thuộc đảng Dân chủ đã đánh bại đương kim phó tổng thống Richard Nixon, ứng cử viên thuộc đảng Cộng hòa trong một chiến thắng sát nút.
Kennedy đã giành chiến thắng sát nút trong cuộc bầu cử, chiếm đa số phiếu đại cử tri và 49.7% số phiếu phổ thông. Nixon đã giành được 49.5% phiếu bầu.